# Рассвет (альбом)
Світанок (рос. Рассвет) — дебютний альбом українського гурту Реанимация. Альбом був випущений в квітні 2006 року, видавцем є компанія Musica production. Записаний на студії Pan sound, що в Миколаєві.

## Список композицій
1. Ратная
2. Этот мир
3. Вальхалла
4. Погибель Святослава
5. Ворон
6. Час расплаты
7. Три ночи
8. Прощай мой друг
9. Эра лжи
10. Богатырская
11. Сталинград